# Pierre De Vidts
Pierre De Vidts est un footballeur belge, né en 1911 et mort à une date non connue.

## Biographie
Il a évolué comme attaquant puis milieu de terrain au Daring Club de Bruxelles de 1927 à 1937.  Avec un total de 26 buts, il est meilleur buteur du Championnat de Belgique en 1930 alors qu'il n'est âgé que de 19 ans.  Le club bruxellois va dominer le championnat de Belgique dans les années qui suivent. Pierre De Vidt a joué 221 matches et marqué 126 fois en dix saisons au Daring.

## Palmarès
- Champion de Belgique en 1936 et 1937 avec le Daring Club de Bruxelles
- Meilleur buteur du Championnat de Belgique en 1930 (26 buts)
- Vainqueur de la Coupe de Belgique en 1935 avec le Daring Club de Bruxelles